# Gymnothorax nigromarginatus
Gymnothorax nigromarginatus es una especie de pez de la familia de los morénidas en el orden de los Anguilliformes.

## Morfología
Los machos pueden llegar a alcanzar los 99 cm de longitud total.

## Distribución geográfica
Se encuentra desde el sur de Florida hasta Texas y Yucatán (México ).